# 52 Pułk Piechoty (Imperium Rosyjskie)
52 Wileński pułk piechoty (ros. 52-й пехотный Виленский Его Императорского Высочества Великого Князя Кирилла Владимировича полк) – oddział piechoty okresu Imperium Rosyjskiego.

## Charakterystyka
Sformowany w 1811. Stacjonował między innymi w Teodozji.

 W przededniu I wojny światowej pułk etatowo posiadał cztery bataliony po cztery kompanie oraz kompanię tyłową. Kompania piechoty czasu wojny liczyła około 240 żołnierzy i 4–5 oficerów. Na szczeblu pułku występował także pododdział karabinów maszynowych (8 km), łączności (w tym 14 konnych gońców i 21 telefonistów) i zwiadowczy (64 zwiadowców, w tym 4 kolarzy). W sumie pułk liczył około 4000 żołnierzy.

W  lipcu 1914, na bazie zalążków wydzielonych z pułku, w ramach 2 fali mobilizacyjnej, sformowany został rezerwowy 248 pułk piechoty.

52 pułk piechoty rozformowany został w 1918.

## Podporządkowanie
Lipiec 1914:
- 7 Korpus Armijny – Symferopol[8]
  - 13 Dywizja Piechoty – Sewastopol
    - 2 Brygada Piechoty – Teodozja
      - 52 Wileński pułk piechoty – Teodozja